# The Ultimate Collection (The Alan Parsons Project)
The Ultimate Collection è una raccolta del gruppo progressive rock britannico The Alan Parsons Project, pubblicata nell'agosto del 1992 dalla EVA.

## Descrizione
The Ultimate Collection raccoglie una selezione di 30 brani tra i più celebri del The Alan Parsons Project, fondato nel 1975 da Alan Parsons ed Eric Woolfson, estratti, in ordine cronologico, da tutti gli album tranne Tales of Mystery and Imagination Edgar Allan Poe.
Tutti i brani sono stati rimasterizzati in digitale dalla Digipro-Brussels.
La quantità di brani estratti da ogni album è la seguente:
- 2 da I Robot del 1977
- 4 da Pyramid del 1978
- 2 da Eve del 1979
- 5 da The Turn of a Friendly Card del 1980
- 6 da Eye in the Sky del 1982
- 4 da Ammonia Avenue del 1984
- 3 da Vulture Culture del 1985
- 2 da Stereotomy del 1986
- 2 da Gaudi del 1987

Nella raccolta sono inseriti dieci brani strumentali.

## Tracce

### Disco 1
Testi e musiche di Eric Woolfson e Alan Parsons; edizioni musicali EVA Records e Arista Records.
1. I Robot (I Robot - 1977) – 6:02 – Strumentale
2. I Wouldn't Want to Be Like You (I Robot - 1977) – 3:24 – Voce: Lenny Zakatek
3. Voyager (Pyramid - 1978) – 2:24 – Strumentale
4. What Goes Up (Pyramid - 1978) – 3:31 – Voce: David Paton, Colin Blunstone e Dean Ford
5. The Eagle Will Rise Again (Pyramid - 1978) – 4:23 – Voce: Colin Blunstone
6. In the Lap of the Gods (Pyramid - 1978) – 5:31 – Strumentale
7. Lucifer (Eve - 1979) – 5:10 – Strumentale
8. You Won't Be There (Eve - 1979) – 3:39 – Voce: Dave Townsend
9. Games People Play (The Turn of a Friendly Card - 1980) – 4:19 – Voce: Lenny Zakatek
10. Time (The Turn of a Friendly Card - 1980) – 5:04 – Voce: Eric Woolfson
11. The Gold Bug (The Turn of a Friendly Card - 1980) – 4:35 – Strumentale
12. The Turn of a Friendly Card (The Turn of a Friendly Card - 1980) – 2:42 – Voce: Chris Rainbow
13. May Be A Price To Pay (The Turn of a Friendly Card - 1980) – 4:56 – Voce: Elmer Gantry
14. Sirius (Eye in the Sky - 1982) – 1:54 – Strumentale
15. Eye In The Sky (Eye in the Sky - 1982) – 4:34 – Voce: Eric Woolfson
16. Silence And I (Eye in the Sky - 1982) – 7:16 – Voce: Eric Woolfson

Durata totale: 69:24

### Disco 2
Testi e musiche di Eric Woolfson e Alan Parsons; edizioni musicali EVA Records e Arista Records.
1. Psychobabble (Eye in the Sky - 1982) – 4:51 – Voce: Elmer Gantry
2. Mammagamma (Eye in the Sky - 1982) – 3:36 – Strumentale
3. Old and Wise (Eye in the Sky - 1982) – 4:53 – Voce: Colin Blunstone
4. Prime Time (Ammonia Avenue - 1984) – 5:04 – Voce di Eric Woolfson
5. Don't Answer Me (Ammonia Avenue - 1984) – 4:11 – Voce: Eric Woolfson
6. Pipeline (Ammonia Avenue - 1984) – 3:58 – Strumentale
7. Ammonia Avenue (Ammonia Avenue - 1984) – 6:31 – Voce: Eric Woolfson
8. Let's Talk About Me (Vulture Culture - 1985) – 4:27 – Voce: David Paton
9. Hawkeye (Vulture Culture - 1985) – 3:47 – Strumentale
10. The Same Old Sun (Vulture Culture - 1985) – 5:23 – Voce: Eric Woolfson
11. Stereotomy (Stereotomy - 1986) – 7:18 – Voce: John Miles • Seconda voce: Eric Woolfson
12. Limelight (Stereotomy - 1986) – 4:40 – Voce: Gary Brooker
13. Inside Looking Out (Gaudi - 1987) – 6:23 – Voce: Eric Woolfson
14. Paseo de Gracia (Gaudi - 1987) – 3:45 – Strumentale

Durata totale: 68:47